# 尹臺
尹臺（1506年—1579年），字崇基，號洞山，江西吉安府永新縣人，民籍，明朝政治人物。

## 生平
嘉靖七年（1528年）戊子科江西鄉試第七十名舉人。嘉靖十四年（1535年）中式乙未科會試第七十四名，登第二甲第八名進士。選庶吉士，十六年升翰林院编修。二十九年升右春坊右中允管国子监司业事。三十一年主考应天府乡试。歴任右谕德兼翰林院侍讲、南京国子监祭酒，三十三年改北京国子监祭酒，改詹事府少詹事兼翰林院侍讲学士。三十五年主考会试，升南京吏部右侍郎。晉南京礼部尚书，四十五年夺職歸。萬曆七年秋病逝，年七十四。

## 家族
曾祖尹濬；祖父尹相；父尹爽，曾任訓導。母劉氏。慈侍下。兄尹奎；弟尹塾。